# Paritatea puterii de cumpărare
În economie, paritatea puterii de cumpărare (PPC) este o metodă folosită pentru a calcula o rată de schimb alternativă între monedele a două țări. PPC-ul măsoară puterea de cumpărare a unei monede, într-o unitate de măsură internațională (de regulă, dolari), deoarece bunurile și serviciile au prețuri diferite în unele țări comparativ cu altele.
În economie, termenul paritate are semnificația de echivalență în valoare.
Ratele de schimb ale parității puterii de cumpărare sunt folosite pentru compararea nivelului de trai din țări diferite. Produsul intern brut (PIB) al unei țări este măsurat inițial în moneda locală, asa că orice comparație între două țări necesită monede convertibile. Comparațiile bazate pe ratele de schimb nominale sunt considerate nerealiste, acestea nereflectând diferențele de preț între țări. Diferențele dintre PPC și ratele de schimb nominale pot fi semnificative. Spre exemplu, PIB-ul/cap de locuitor în Mexic este de aproximativ 6.100 USD, în timp ce în funcție de PPC este de 9.000 USD.